# Patrik Sjöberg
Pour les articles homonymes, voir Sjöberg.
Jan Niklas Patrik Sjöberg, né le 5 janvier 1965 à Göteborg, est un ancien athlète suédois spécialiste du saut en hauteur, champion du monde en 1987 et vice-champion olympique en 1984 et 1992. Il est l'ancien détenteur du record du monde et actuel codétenteur du record d'Europe de la discipline, avec 2,42 m franchis en plein air à Stockholm en 1987. Il est le troisième meilleur sauteur de l'histoire, derrière Javier Sotomayor et Mutaz Essa Barshim.

## Carrière sportive
Patrik Sjöberg remporte le premier de ses 8 titres nationaux de saut en hauteur en 1981 avec une barre franchie à 2,18 m à seulement 16 ans. L'année suivante il améliore le record de Suède par trois fois. D'abord avec 2,24 m à Stockholm, puis 2,25 m à Lausanne et finalement le 27 juin 1982, il franchit 2,26 m à Sotkamo. Mais il se fait prendre le record national par le décathlonien Thomas Eriksson trois mois plus tard à Taipei pour 1 cm.
En avril 1983, Patrik Sjöberg reprend le record de Suède avec 2,28 m. Et en juillet à Oslo, il franchit la barre de 2,33 m alors qu'il n'est âgé que de 18 ans et qu'il participe uniquement aux compétitions juniors. Il obtient sa qualification pour les premiers Championnats du monde d'athlétisme se déroulant à Helsinki. Il obtient une honorable onzième place en finale du concours de la hauteur avec un bond de 2,23 m.
L'année suivante il égale sa meilleure performance avec 2,33 m et se qualifie pour les Jeux olympiques de Los Angeles. Lors des séries, il passe toutes ses barres au premier essai et accède à la finale olympique en ayant sauté 2,24 m. En finale, Sjöberg commence son concours à 2,21 m. Arrivé à 2,31 m, le Suédois est quatrième. Il passe 2,33 m à son deuxième essai, alors que l'Américain Dwight Stones les ratent toutes. Le Chinois Zhu Jianhua qui est favori et recordman du monde, fait l'impasse après avoir raté la première barre mais bute par deux fois sur la suivante. L'Allemand Dietmar Mögenburg passe toutes ses barres au premier, alors que Sjöberg échoue à 2,35 m et prend la deuxième place.
Sjöberg remporte son premier titre international majeur, la finale des Jeux mondiaux en salle de Paris en 1985, une compétition internationale « indoor » nouvellement créée par l'IAAF. Il réalise un saut à 2,32 m, soit deux centimètres de mieux que son dauphin, l'espoir cubain Javier Sotomayor. Il poursuit la saison 1985 en sautant à deux reprises à 2,38 m : en février lors du meeting en salle de Berlin, et en juin lors du meeting en plein air d'Eberstadt, en Allemagne. Avec cette dernière marque, il bat le record d'Europe du saut en hauteur en plein air. Il sera repris par Rudolf Povarnitsyn avec 2,40 m deux mois plus tard. Il est élu sportif suédois de l'année 1985.
En début de saison 1987, à Athènes, le Suédois améliore d'un centimètre le record du monde en salle du saut en hauteur avec 2,41 m. Puis le 30 juin 1987, lors du meeting de Stockholm, c'est le record du monde en plein air que Sjöberg décroche en sautant à 2,42 m à son troisième essai. Il était détenu depuis 1985 par le Russe Igor Paklin. Le 6 septembre 1987, il remporte le concours des Championnats du monde de Rome avec un bond à 2,38 m, soit la même hauteur que ses adversaires du jour, les Soviétiques Gennadiy Avdeyenko et Igor Paklin. Il ne l'emporte finalement qu'au bénéfice du nombre de sauts franchis au premier essai, dans un concours considéré comme l'un des plus relevés de l'histoire de l'athlétisme. Dominateur tout au long de la saison 1987, Sjöberg franchit 19 fois la barre des 2,30 m, et 6 fois celle de 2,38 m.
Le 3 septembre 1988 Sjöberg perd son record du monde pour un 1 cm au profit de Javier Sotomayor. Aux Jeux olympiques de Séoul, en l'absence du Cubain dont sa délégation boycotte les Jeux, Sjöberg termine troisième ex æquo avec Rudolf Povarnitsyn.
Aux Jeux olympiques de Barcelone en 1992, il remporte l'argent, devancé par Javier Sotomayor bien présent cette fois. Le Cubain remporte le titre uniquement au nombre d'essai, chacun ayant sauté 2,34 m.
Patrik Sjöberg ne participe pas aux Jeux suivants pour cause de blessure.
Un autre grand sauteur suédois et digne successeur de Sjöberg, Stefan Holm commença à 8 ans à s'intéresser au saut en hauteur lors d'une retransmission télévisée d'un concours de Patrik Sjöberg.
En 2014, son record d'Europe est égalé en salle par le Russe Ivan Ukhov puis en plein air par l'Ukrainien Bohdan Bondarenko à New York.

## Vie privée
En 2011, Patrick Sjöberg et Yannick Trégaro (ancien sauteur en hauteur et désormais coach) révèlent que leur entraîneur Viljo Nousiainen les a attouchés sexuellement,,. Nousiainen est décédé en 1999.

## Palmarès
| Date | Compétition                    | Lieu        | Place | Marque |
| ---- | ------------------------------ | ----------- | ----- | ------ |
| 1983 | Championnats du monde          | Helsinki    | 11e   | 2,23 m |
| 1984 | Jeux olympiques                | Los Angeles | 2e    | 2,33 m |
| 1985 | Championnats d'Europe en salle | Athènes     | 1er   | 2,35 m |
| 1985 | Jeux mondiaux en salle         | Paris       | 1er   | 2,32 m |
| 1987 | Championnats d'Europe en salle | Liévin      | 1er   | 2,38 m |
| 1987 | Championnats du monde          | Rome        | 1er   | 2,38 m |
| 1988 | Championnats d'Europe en salle | Budapest    | 1er   | 2,39 m |
| 1988 | Jeux olympiques                | Séoul       | 3e    | 2,36 m |
| 1989 | Championnats du monde en salle | Budapest    | 3e    | 2,35 m |
| 1991 | Championnats du monde en salle | Séville     | 13e   | 2,24 m |
| 1991 | Championnats du monde          | Tokyo       | 7e    | 2,31 m |
| 1992 | Championnats d'Europe en salle | Gênes       | 1er   | 2,38 m |
| 1992 | Jeux olympiques                | Barcelone   | 2e    | 2,34 m |
| 1993 | Championnats du monde en salle | Toronto     | 2e    | 2,39 m |
| 1995 | Championnats du monde          | Göteborg    | 6e    | 2,32 m |

## Records
- Record du monde avec 2,42 m le 30 juin 1987 à Stockholm, actuel record d'Europe.